# Quel opéra, docteur ?
Pour plus de détails, voir Fiche technique et Distribution.
Quel opéra, docteur ? (What's Opera, Doc? en anglais) est un dessin animé réalisé par Chuck Jones sorti en 1957 en tant que cartoon Merrie Melodies mettant en scène Bugs Bunny et Elmer Fudd, dans une parodie d'opéra classique de Richard Wagner.

## Synopsis
Le cartoon commence avec Elmer en train de contrôler les éclairs. Elmer brise le quatrième mur en chantant sa phrase fétiche « Ne faites pas de bruit, je chasse le lapin. » Elmer suit les traces de Bugs et dans le trou de ce dernier, il envoie de vifs coups de lance alors que Bugs est dans un autre trou. Ce dernier lui chante « Ô puissant guerrier au javelot vengeur ? Pourrais-je te demander un Quoi d'neuf docteur ? » Elmer lui répond « Je dois tuer le lapin ». Bugs lui demande : « Ô puissant chasseur, ce n'est pas aisé, c'est un dur labeur alors comment procéder ? » Elmer répond : « J'utiliserai ma lance et le casque magique ! » Bugs rétorque « La lance et le casque magique ? » Elmer dit : « Oui, casque magique ! » Bugs dit alors : « Casque magique... » et Elmer lui rétorque : « Oui, et son pouvoir est unique ! »
Elmer déchaîne la tempête sur un arbre auprès duquel se tenait Bugs. Il court et Elmer dit que c'était le lapin.
Après une course-poursuite effrénée, Elmer voit une belle Valkyrie, qui s'avère être Bugs déguisé, chevauchant un poney. Elmer chante alors son amour pour la soi-disant Valkyrie. Elmer suit Bugs toujours déguisé, jusqu'à ce que ce dernier s'asseye sur une chaise en haut d'un escalier. Elmer et Bugs chantent la chanson Return My Love. Quand le casque de Valkyrie de Bugs tombe sur l'escalier, son stratagème est percé à jour et il s'enfuit. Elmer, alors, déchaîne la tempête sur le lapin. Voyant que Bugs semble mort, il pleure, s'en veut terriblement et porte Bugs dans ses bras. De fait, Bugs est finalement bien vivant, et dit en brisant encore le quatrième mur : « Vous vouliez quoi ? Qu'ils se marient et aient des enfants ? »

## Fiche technique
- Titre : Quel opéra, docteur ?
- Titre original : What's Opera, Doc?
- Réalisation : Chuck Jones
- Scénario : Michael Maltese
- Production : Eddie Selzer (non crédité)
- Musique : Richard Wagner, Milt Franklyn (arrangement musical)
- Paroles : Michael Maltese pour Return My Love
- Animation : Ken Harris, Richard Thompson, Abe Levitow
- Direction artistique : Maurice Noble
- Décors et arrière-plans : Philip DeGuard
- Durée : 6 minutes 49 secondes
- Date de sortie : 6 juillet 1957

### Distribution vocale
Voix originales
- Bugs Bunny : Mel Blanc
- Elmer Fudd : Arthur Q. Bryan

Voix françaises
1er doublage
- Bugs Bunny : Guy Piérauld
- Elmer Fudd : Roger Carel

2e doublage
- Bugs Bunny : Gérard Surugue
- Elmer Fudd : Patrice Dozier

## Reconnaissance
En 1992, le comité de la National Film Registry a sélectionné ce dessin animé pour conservation à la Bibliothèque du Congrès des États-Unis.

## Sortie DVD
Quel opéra, docteur ? est sorti en France dans le DVD Looney Tunes Collection : Tes héros préférés volume 3 en 2004 puis dans la Collection Platinum des Looney Tunes, volume 1 en 2011.